# CHANCE! (UVERworldの曲)
「CHANCE!」（チャンス）は、UVERworldの2作目のシングル。2005年10月26日にgr8!records (SME)より発売された。

## 概要
前作「D-tecnoLife」からおよそ3か月ぶりのシングル。表題曲はゲームソフト『BLEACH 〜ヒート・ザ・ソウル2〜』のCMソングおよび、テレビドラマ『ダンドリ娘』のエンディングテーマに使用された。2作連続での『BLEACH』関連タイアップとなった。また、HEY!HEY!HEY! MUSIC CHAMP、音楽戦士、CDTVに初めて出た。
オリコンチャート初登場5位を獲得。2作連続でのトップ5入りを果たした。

## 収録内容
| 全作詞: TAKUYA∞、全編曲: UVERworld & 平出悟。 |                        |           |                |      |
| #                                             | タイトル               | 作詞      | 作曲           | 時間 |
| 1.                                            | 「CHANCE!」            | TAKUYA∞   | TAKUYA∞        | 4:31 |
| 2.                                            | 「PRIME」              | TAKUYA∞   | 克哉 & TAKUYA∞ | 2:29 |
| 3.                                            | 「SHINE」              | TAKUYA∞   | TAKUYA∞        | 4:27 |
| 4.                                            | 「CHANCE!」(GAME SIZE) | TAKUYA∞   |                | 1:44 |
| 合計時間:                                     | 合計時間:              | 合計時間: | 13:11          |      |

### 楽曲解説
1. CHANCE!
今作発売より約1年半前にライブを意識して制作された楽曲。かねてよりメンバーが好んでいた楽曲だったためシングルの表題曲として選出された。歌詞はTAKUYA∞曰く「自分に対する応援歌」だと述べている[2]。
2015年リリースのシングル「I LOVE THE WORLD」のカップリングに、自主制作でレコーディングされた「CHANCE!04」が、当時のレコーディングのまま収録された[3]。
2. PRIME
3. SHINE
4. CHANCE! (GAME SIZE)
表題曲が使用されている携帯型ゲームでのショートサイズバージョン。

## 参加ミュージシャン
UVERworld
- TAKUYA∞：Vocal & Programming
- 克哉：Guitar
- 彰：Guitar
- 信人：Bass
- 真太郎：Drums

## タイアップ
- PlayStation Portable専用ゲームソフト『BLEACH 〜ヒート・ザ・ソウル2〜』CMソング (#1)
- PlayStation Portable専用ゲームソフト『BLEACH 〜ヒート・ザ・ソウル2〜』オープニングテーマ (#4)

## 収録アルバム
| タイトル | アルバム                          | 発売日        | 備考                                       |
| -------- | --------------------------------- | ------------- | ------------------------------------------ |
| CHANCE!  | 『Timeless』                      | 2006年2月15日 | 1stスタジオ・アルバム                      |
| CHANCE!  | 『Neo SOUND BEST』                | 2009年12月9日 | 1stベスト・アルバム Re-Sing ver.として収録 |
| CHANCE!  | 『ALL TIME BEST - MEMBER BEST -』 | 2018年7月18日 | 2ndベスト・アルバム                        |